# Јоланда Чен
Јоланда Јевгенијевна Чен (рус. Иоланда Евгеньевна Чен; Москва 26. јануар 1962) је бивша руска атлетичарка која је у дисциплини троскок била светска рекордерка на отвореном и у дворани.
Почела је као петобојка, али се одлучила специјализовати за скок удаљ.
Године 1988. је постигла лични рекорд од 7,16 метара. Иако је имала добре резултате, одлучила је да се 1992. пребаци на троскок, што је била релативно нова дисциплина за жене.
Инспирисана својим оцем Јевгенијем Ченом, који је био међу светском елитом 1950-их она је успела скочити 1992. 13,72 метра.
Године 1993. Јоланда Чен побољшава скок на 14,97 метара, што је у том тренутку нови светски рекорд на отвореном, резултат који је остао њен лични рекорд до краја каријере. Њен рекорд је оборен на Светском првенству на отвореном исте године од стране колегинице из репрезентације Ане Бирјукове, која је скочила 15.09 m. У 1995. на Светском првенству у дворани је освојила златну медаљу са 15,03 метара, новим светским рекордом у затвореном.
Био је то велики напредак са претходног првенства где је забележила 14,47 м. Нажалост, она није поновила тај успех јер је на првом следећем Светском првенству исте године заузела тек 11 место.
Била је у браку неколико пута. Први муж - Владимир Трофименко, европски првак 1978. у скоку мотком. Друго - Николај Чернетцки, олимпијски првак у штафета 4-их400 м. Тренутно је удата за Евгенија Бондаренка некадашњег скакача мотком, а сада тренера.
После завршетка спортске каријере је радио и ТВ коментатор спортског програма у програмима а НТВ, ТВ-6, и Еуроспорта.

## Значајнији резултати у троскоку
| Год. | Такмичење                   | Место             | Пласман | Резултат |
| ---- | --------------------------- | ----------------- | ------- | -------- |
| 1993 | Светско првенство у дворани | Хаг, Холандија    | 2       | 14,36    |
| 1993 | Светско првенство           | Штутгарт, Немачка | 2       | 14,70    |
| 1995 | Светско првенство у дворани | Барселона Шпанија | 1       | 15,03 СР |
| 1995 | Светско првенство           | Гетеборг Шведска  | 11      | 14,05    |

## Значајнији резултати у скоку удаљ
| Год. | Такмичење                       | Место          | Пласман | Резултат |
| ---- | ------------------------------- | -------------- | ------- | -------- |
| 1989 | Европско првенство у дворани    | Хаг, Холандија | 2       | 6,86     |
| 1990 | Европско првенство на отвореном | Сплит, СФРЈ    | 5       | 6,90     |